# Liste der Kirchengebäude am Kaiserstuhl
Die Liste der Kirchengebäude am Kaiserstuhl umfasst alle im Gebrauch befindlichen Kirchengebäude am Kaiserstuhl.
| Name                                              | Bild                                | Standort                                                         | Errichtung | Konfession         | Bemerkungen | #  |
| ------------------------------------------------- | ----------------------------------- | ---------------------------------------------------------------- | ---------- | ------------------ | --- | -- |
| St. Vitus (Amoltern)                              |                                     | Amoltern, Dorfstraße 48,12616° N, 7,68032° O                     | 1831       | römisch-katholisch | Gehört zur Katholischen Seelsorgeeinheit Nördlicher Kaiserstuhl. 1248 erste urkundliche Erwähnung. 1831/32 Neubau, Kirchweih erst 2005. - Pfarrkirche St. Vitus | 1  |
| St. Martin (Endingen)                             | Commons : Weitere Bilder der Kirche | Endingen, Bei der oberen Kirche 48,14053° N, 7,70288° O          | 1470/71    | römisch-katholisch | Durch das Kloster Einsiedeln wird 1200 die Wallfahrtskirche St. Martin im romanischen Stil errichtet. im Jahre 2016 wird seit 400 Jahren am Vorabend zu Christ Himmelfahrt mit einer Lichterprozession daran erinnert, dass die Muttergottesstatue in der Wallfahrtskirche geweint haben soll. Das Ereignis wird als Endinger Tränenwunder bezeichnet und ist über das „Zeitungslied von Freiburg“ aus dem Jahr 1616 und weitere Quellen nachgewiesen, diese unterscheiden sich aber leicht im Datum. - Wallfahrtskirche St. Martin | 2  |
| St. Katharinenkapelle (Endingen)                  | Commons : Weitere Bilder der Kirche | Endingen, Katharinenpfad 48,11681° N, 7,68907° O                 |            | römisch-katholisch | 1403 erstmals urkundlich erwähnt. 12 × 9,5 m, Höhe 18 m, 4,5 m hohes Aussichtstürmchen - Die Katharinenkapelle - Ort der Rast und Besinnung, Martin Wendel, Badische Zeitung 21. November 2012, abgerufen am 14. November 2014 | 3  |
| St. Peter (Endingen am Kaiserstuhl)               | Commons : Weitere Bilder der Kirche | Endingen, Peterskirchplatz 48,14098° N, 7,70651° O               | 1773       | römisch-katholisch | Durch das Kloster Einsiedeln wird 1200 die St. Peterkirche errichtet. 1773 wird die baufällige Kirche durch Johann Baptist Häring aus Immendingen neu errichtet. - Die Pfarrkirche St. Peter | 4  |
| Evangelische Kirche (Endingen am Kaiserstuhl)     |                                     | Endingen, Andlaustraße 6 48,14319° N, 7,70683° O                 |            | evangelisch        | - Kirche | 5  |
| St. Johannes der Täufer                           |                                     | Forchheim, Kirchplatz 48,16399° N, 7,70278° O                    | 1906       | römisch-katholisch | Die Kirche wird im liber decimationis dem Zehntbuch des Bistums Konstanz 1275 erstmals erwähnt. Der aktuelle Kirchenbau stammt aus dem Jahr 1906 und ist im neuromanischen Stil errichtet. - St. Johannes Baptista Forchheim | 6  |
| Evangelische Kirche (Königschaffhausen)           |                                     | Königschaffhausen, Am Kirchengraben 48,1342° N, 7,65519° O       |            | evangelisch        | - Evangelische Kirchengemeinde Endingen-Königschaffhausen | 7  |
| St. Petronilla (Kiechlinsbergen)                  | Commons : Weitere Bilder der Kirche | Kiechlinsbergen, Kirchstraße 48,12286° N, 7,65485° O             | 1812–1814  | römisch-katholisch | Die Kirche ist in den Jahren 1812 bis 1814 von Friedrich Arnold aus Freiburg im Weinbrennerstil auf dem Platz einer Vorgängerkirche errichtet worden. | 8  |
| Bergkirche (Bahlingen am Kaiserstuhl)             |                                     | Bahlingen, Kirchstraße 48,12444° N, 7,73639° O                   | 1300       | evangelisch        | Erste Belege zu einer Kirche gibt es aus dem Jahr 1200, sie wurde auf einem bereits bestehenden Friedhof errichtet. 1454 wurde eine neue Kirche errichtet. | 9  |
| St. Martin (Riegel am Kaiserstuhl)                | Commons : Weitere Bilder der Kirche | Riegel, Kirchstraße 48,15248° N, 7,75025° O                      | 1743       | römisch-katholisch | Die aktuelle Pfarrkirche stammt aus dem Jahre 1743 und wurde vom Baumeister Franz Rudhart errichtet. In der Kirche finden regelmäßig Musikveranstaltungen statt. - St. Martin | 10 |
| Michaelskapelle (Riegel am Kaiserstuhl)           | Commons : Weitere Bilder der Kirche | Riegel, Wolfsgrube 48,14736° N, 7,75237° O                       |            | römisch-katholisch | Die erste Erwähnung der Kapelle aus dem Jahr 971. Seit April 2009 wird die sanierte Kapelle wieder genutzt. Bei der Renovierung wurde eine kleine Besonderheit aufgedeckt. Es wurde ein Maus gefunden, die eine Reliquie angefressen hat. Bericht über die Sanierung in der Badischen Zeitung. | 11 |
| Evangelische Kirche (Riegel am Kaiserstuhl)       |                                     | Riegel, Forchheimer Str. 1 48,15201° N, 7,74746° O               | 1898       | evangelisch        | | 12 |
| Friedhofskapelle (Riegel am Kaiserstuhl)          |                                     | Riegel, ForchheimerStr. 9 48,15361° N, 7,74669° O                | 1904       | römisch-katholisch | Commons : Weitere Bilder der Kirche | 13 |
| Käppele (Riegel)                                  |                                     | Riegel, Forchheimerstraße 48,15183° N, 7,74786° O                | 1555       | römisch-katholisch | Kreuzheußlin / Kreuzkäpplin - Das „Käppele“ wird saniert, Michael Haberer, Badische Zeitung, 12. März 2012, abgerufen am 14. November 2014 - Restaurator Bauernfeind Käppele - VotivTafel | 14 |
| Kinderheimkapelle St. Franz Xaver (Riegel)        |                                     | Riegel, Am Dorfgraben 48,15037° N, 7,74841° O                    | 1555       | römisch-katholisch | | 15 |
| Evangelische Kirche (Eichstetten)                 | Commons : Weitere Bilder der Kirche | Eichstetten, Forchheimerstraße 48,09385° N, 7,74565° O           |            | evangelisch        | Durch Dokumente nachgewiesen ist ein Kirchenbau aus dem Jahre 1052, ob es einen Vorgängerbau gab ist nicht gewiss aber wahrscheinlich. Diese wurde später durch einen gotischen Bau ersetzt, der dann 1865 bis 1872 in die heutige Form umgebaut wurde. Die letzte Renovierung erfolgte 1982. - Geschichte der Kirche | 16 |
| St. Jakobus (Eichstetten)                         |                                     | Eichstetten, Mühlmatten 48,09156° N, 7,74553° O                  |            | römisch-katholisch | - Kriegsbaracke wurde Gotteshaus, Manfred Frietsch, Badische Zeitung, 7. November 2011, abgerufen am 14. November 2014 | 17 |
| St. Romanus (Vogtsburg)                           | Commons : Weitere Bilder der Kirche | Vogtsburg, L115 48,09218° N, 7,68461° O                          | 1835–1836  | römisch-katholisch | Die Kirche St. Romanus wurde 1835 bis 1836 im Weinbrenner-Arnoldschen Stil von Hans Voß erbaut. - Filialkirche St. Romanus, Altvogtsburg - St. Romanus Alemannische Seiten | 18 |
| St. Johannes Baptist (Oberrotweil)                |                                     | Oberrotweil, Hauptstraße 48,08855° N, 7,62999° O                 |            | römisch-katholisch | - St. Johannes Baptist | 19 |
| St. Georg (Achkarren)                             | -->                                 | Achkarren, Hinterkirch 48,06788° N, 7,62683° O                   |            | römisch-katholisch | - St. Georg Achkarren | 20 |
| St. Pankratius (Burkheim am Kaiserstuhl)          |                                     | Burkheim, Am Kirchberg 48,10154° N, 7,59787° O                   |            | römisch-katholisch | - St. Pankratius Burkheim | 21 |
| St. Mauritius (Oberbergen)                        |                                     | Oberbergen, Kirchstraße 48,096° N, 7,65727° O                    |            | römisch-katholisch | - Pfarrkirche St. Mauritius | 22 |
| St. Gangolf (Schelingen)                          | Commons : Weitere Bilder der Kirche | Schelingen, Mitteldorf 48,10419° N, 7,68308° O                   | 1825       | römisch-katholisch | Kirche im Weinbrennerstil, von Christoph Arnold 1825 errichtet - St. Gangolf Schelingen | 23 |
| St. Michael (Niederrotweil)                       | Commons : Weitere Bilder der Kirche | Vogtsburg, Niederrotweil 48,085° N, 7,61167° O                   |            | römisch-katholisch | - Pfarrkirche St. Michael - Konzerte in Sankt Michael | 24 |
| St. Pantaleon (Niederrotweil)                     | Commons : Weitere Bilder der Kirche | Vogtsburg, Niederrotweil 48,08455° N, 7,61716° O                 |            | römisch-katholisch | Die Kirche wurde im 17. Jahrhundert an der Stelle errichtet, wo vor dem Dreißigjährigen Krieg bereits eine Kapelle stand. - St. Pantaleon Alemannische Seiten - Wallfahrtskirche St. Pantaleon | 25 |
| Evangelische Kirche (Bickensohl)                  | Commons : Weitere Bilder der Kirche | Bickensohl, Kirchstraße 48,07753° N, 7,64582° O                  |            | evangelisch        | Die Geschichte der Kirchengemeinde reicht bis in das Jahr 1048 zurück. Am 1. Juni 1556 schloss sich die Gemeinde der Reformation an. Achkarren war eine Filialkirche von Bickensohl. - Evangelische Kirchengemeinde Bickensohl | 26 |
| St. Laurentius (Bischoffingen)                    |                                     | Bischoffingen, Talstraße 48,10512° N, 7,62832° O                 |            | evangelisch        | Commons : Weitere Bilder der Kirche | 27 |
| Mariä Himmelfahrt (Wasenweiler)                   | Commons : Weitere Bilder der Kirche | Ihringen, Schulstraße 48,05198° N, 7,68049° O                    |            | römisch-katholisch | - Baukunst in Baden Die Kirche wurde von Christoph Arnold 1823 errichtet. - Orgeldisposition | 28 |
| St. Vitus (Wasenweiler)                           |                                     | Ihringen, Neunkirch 48,04815° N, 7,67062° O                      |            | römisch-katholisch | Die Kapelle wurde im Jahre 2010 restauriert. | 29 |
| St. Anton (Wasenweiler)                           | Commons : Weitere Bilder der Kirche | Ihringen, Hauptstraße 48,05405° N, 7,68637° O                    |            | römisch-katholisch | - St. Anton Wasenweiler | 30 |
| Evangelische Kirche Ihringen                      |                                     | Ihringen, Kirchstraße 48,04551° N, 7,64737° O                    |            | evangelisch        | - Kirche Ihringen | 31 |
| Evangelische Kirche Bötzingen                     |                                     | Bötzingen, Hauptstraße 48,07466° N, 7,72381° O                   | 16. Jahrh. | evangelisch        | Gotischer Bau aus dem 16. Jahrhundert, 1847 zur heutigen Form umgebaut und mit Turm ergänzt, 1994/95 grundlegende Innenrenovierung, seit 1997 Mühleisen-Orgel mit 30 Registern | 32 |
| St. Laurentius (Bötzingen)                        |                                     | Bötzingen, Sieglestraße 2 48,07748° N, 7,72553° O                | 15. Jahrh. | römisch-katholisch | Mittelalterlicher Bau mit Wehrturm, im 17. Jahrh. zeitweise Simultankirche, 1999–2001 Innenraum-Neugestaltung durch Bildhauer Bernhard Jensch | 33 |
| St. Alban (Bötzingen)                             | Commons : Weitere Bilder der Kirche | Bötzingen, Kapellenweg 48,07425° N, 7,71129° O                   | 1473–1481  | römisch-katholisch | Pestkapelle mit mittelalterlichen Fresken | 34 |
| St. Blasius (Wyhl)                                |                                     | Wyhl am Kaiserstuhl, Kapellenweg 48,16875° N, 7,64953° O         |            | römisch-katholisch | Commons : Weitere Bilder der Kirche | 35 |
| St. Martin (Sasbach am Kaiserstuhl)               |                                     | Sasbach am Kaiserstuhl, St. Martin Platz 48,13905° N, 7,61417° O |            | römisch-katholisch | Commons : Weitere Bilder der Kirche | 36 |
| St. Cosmas und Damian (Jechtingen am Kaiserstuhl) |                                     | Jechtingen am Kaiserstuhl, Kirchstraße 48,1193° N, 7,60765° O    |            | römisch-katholisch | Commons : Weitere Bilder der Kirche | 37 |
| Leiselheimer Kirche (Leiselheim am Kaiserstuhl)   |                                     | Leiselheim am Kaiserstuhl, Kirchplatz 48,12527° N, 7,63595° O    |            | evangelisch        | Commons : Weitere Bilder der Kirche | 38 |